# Niccolò I Malatesta
Niccolò I Malatesta (... – 1374) è stato un condottiero italiano.

## Biografia
Figlio di Ramberto, nel 1355 combatté per la Chiesa, contribuendo all'occupazione di Sant'Arcangelo e di Verrucchio.
Nel 1356 prese le armi contro Francesco Ordelaffi, difendendo Savignano, ma presso Cesena in uno scontro cadde prigioniero. Rimase in un durissimo carcere per oltre due anni. Fu liberato dal conte Laud.
Nel 1363 venne assoldato dalla repubblica fiorentina durante la guerra di Pisa e in compenso riebbe i castelli di Sambuceto, Palazzuolo e Montevecchio, che erano stati usurpati dai cesenati.
Pare che morisse nel 1374.

## Discendenza
Sposò la figlia di Vieri de' Medici, dalla quale ebbe due figli:
- Malatesta, condottiero
- Galeotto (?-1444), condottiero, sposò Maria Orsini.